# Никола Костов (ВМОРО)
Никола Костов е български революционер, скопски войвода на Вътрешната македоно-одринска революционна организация.

## Биография
Никола Костов е роден през 1884 година в град Пловдив, тогава в Източна Румелия. Присъединява се към ВМОРО и през 1905 година влиза с чета в Македония.
| Чета на Никола Костов, 29 септември 1905 | Чета на Никола Костов, 29 септември 1905 | Чета на Никола Костов, 29 септември 1905 | Чета на Никола Костов, 29 септември 1905 | Чета на Никола Костов, 29 септември 1905 |
| Номер                                    | Име                                      | Селище                                   | Околия                                   | Забележка                                |
| ---------------------------------------- | ---------------------------------------- | ---------------------------------------- | ---------------------------------------- | ---------------------------------------- |
| 1.                                       | Никола Костов                            | Пловдив                                  |                                          |                                          |
| 2.                                       | Мино Стоянов                             | Катланово                                | Скопска                                  |                                          |
| 3.                                       | Петър Георгиев                           | Ращак                                    | Скопска                                  |                                          |
| 4.                                       | Коце Донев                               | Никоман                                  | Щипска                                   |                                          |
| 5.                                       | Стоян Ефремов                            | Кара орман                               | Щипска                                   |                                          |
| 6.                                       | Стойко Велков                            | Зарапинци                                | Щипска                                   |                                          |
| 7.                                       | Йосиф Димитров                           | Сакулица                                 | Кратовска                                |                                          |
| 8.                                       | Конст. Димитров                          | Мустафа паша                             | Одринска                                 |                                          |
| 9.                                       | Илия Иванов                              | Велес                                    |                                          |                                          |
| 10.                                      | Никола Димитров                          | Левка                                    | Мустафапашанска                          | [ 1 ]                                    |